# Pacte commissoire
Le pacte commissoire est un contrat de gage, ou une clause, par lequel le créancier deviendra conventionnellement propriétaire de la chose gagée, si le débiteur ne paie pas au terme fixé. 

## En droit suisse
Ce type de pacte est interdit (art. 894 CC). Le créancier est obligé de réaliser (vendre aux enchères) la chose gagée.

## En droit français
Ce type de contrat existe depuis l'ordonnance n° 2006-346 du 23 mars 2006 relative aux sûretés.
Le pacte commissoire est autorisé : 
- en matière de gage (sûreté portant sur un bien meuble corporel) : art. 2348 C. civ. : "Il peut être convenu, lors de la constitution du gage ou postérieurement, qu'à défaut d'exécution de l'obligation garantie le créancier deviendra propriétaire du bien gagé."
- en matière de nantissement (sûreté portant sur un bien meuble incorporel) : art. 2365 C. civ. : "En cas de défaillance de son débiteur, le créancier nanti peut se faire attribuer, par le juge ou dans les conditions prévues par la convention, la créance donnée en nantissement ainsi que tous les droits qui s'y rattachent."

À noter : en matière de gage sur stocks, la stipulation d'un pacte commissoire était auparavant interdite (v. anc. art. L527-2 C. com). Cependant, depuis l'ordonnance n° 2021-1192 du 15 septembre 2021 portant réforme du droit des sûretés, le gage des stocks a été supprimé au profit du gage de droit commun. Par conséquent, il est possible de prévoir un pacte commissoire dans un contrat de gage portant sur des stocks. 
Le pacte commissoire est interdit : 
- en matière de crédit à la consommation : art. L312-38 al. 3 C. conso.  : "En cas de défaillance de l'emprunteur, seuls les modes de réalisation du gage autorisés par les articles 2346 et 2347 du code civil sont ouverts aux créanciers gagistes, à l'exclusion du pacte commissoire prévu à l'article 2348 qui est réputé non écrit."

- en cas de procédures collectives : 
  - en matière de sauvegarde : art. L622-7 I al. 3 C. com. : le jugement d'ouverture de la procédure "fait enfin obstacle à la conclusion et à la réalisation d'un pacte commissoire."
  - en matière de redressement judiciaire : art. L631-14 C. com : par renvoi à l'article L622-7 I al. 3 C. com.
  - en matière de liquidation judiciaire : art. L641-3 C. com : par renvoi à l'article L622-7 I al. 3 C. com.